# NGC 2482
NGC 2482 est un amas ouvert situé dans la constellation de la Poupe. Il a été découvert par l'astronome germano-britannique William Herschel en 1784.
NGC 2482 est à environ 1 343 pc (∼4 380 al) du système solaire et les dernières estimations donnent un âge de 402 millions d'années. La taille apparente de l'amas est de 10 minutes d'arc, ce qui, compte tenu de la distance, donne une taille réelle maximale d'environ 13 années-lumière.
Selon la classification des amas ouverts de Robert Trumpler, cet amas renferme entre 50 et 100 étoiles (lettre m) dont la concentration est moyennement faible (III) et dont les magnitudes se répartissent sur un petit intervalle (le chiffre 1).